# Come si distrugge la reputazione del più grande agente segreto del mondo
Come si distrugge la reputazione del più grande agente segreto del mondo (Le Magnifique) è un film del 1973 diretto da Philippe de Broca con protagonisti Jacqueline Bisset e Jean-Paul Belmondo.

## Trama
François Merlin è uno scrittore tanto di successo quanto di scarso valore effettivo: i suoi quarantadue volumi sull'agente segreto Bob Saint-Clair vengono, infatti, divorati da un pubblico di servette come quella che bazzica per casa, la signorina Berger che gode o trepida a seconda che il dattiloscritto in corso metta l'agente in condizione di trionfo o di sconfitta. In realtà, François è abbastanza lucido - nonostante sia costretto continuamente a chiedere anticipi all'editore George Charlon - da comprendere la vacuità del proprio lavoro in cui puerilmente si immedesima attribuendo a se stesso il ruolo di Bob, al finanziatore quello dell'avversario e ad una ragazza vicina di casa, Christine, quello di Tatiana (Samantha nell'edizione italiana); lucido sino al punto da cambiare registro e conferire ai personaggi fisionomie conformi agli umori della giornata. Il giochetto diviene anche maggiormente rappresentativo della realtà, quando Christine entra di forza nella sua vita.